# Clubiona maritima
Clubiona maritima es una especie de araña araneomorfa del género Clubiona, familia Clubionidae. Fue descrita científicamente por Ludwig Carl Christian Koch en 1867.
Habita en los Estados Unidos, Canadá y el Caribe.